# Cecidomyia coccidarum
Cecidomyia coccidarum är en tvåvingeart som först beskrevs av Cockerell 1892.  Cecidomyia coccidarum ingår i släktet Cecidomyia och familjen gallmyggor.
Artens utbredningsområde är Jamaica. Inga underarter finns listade i Catalogue of Life.